# NGC 4340
NGC 4340 (другие обозначения — UGC 7467, MCG 3-32-21, ZWG 99.36, VCC 654, PGC 40245) — галактика в созвездии Волосы Вероники.
Этот объект входит в число перечисленных в оригинальной редакции «Нового общего каталога».
В галактике вспыхнула сверхновая SN 1977A. Её пиковая видимая звёздная величина составила 16,2.